# ボブ・ジェームス

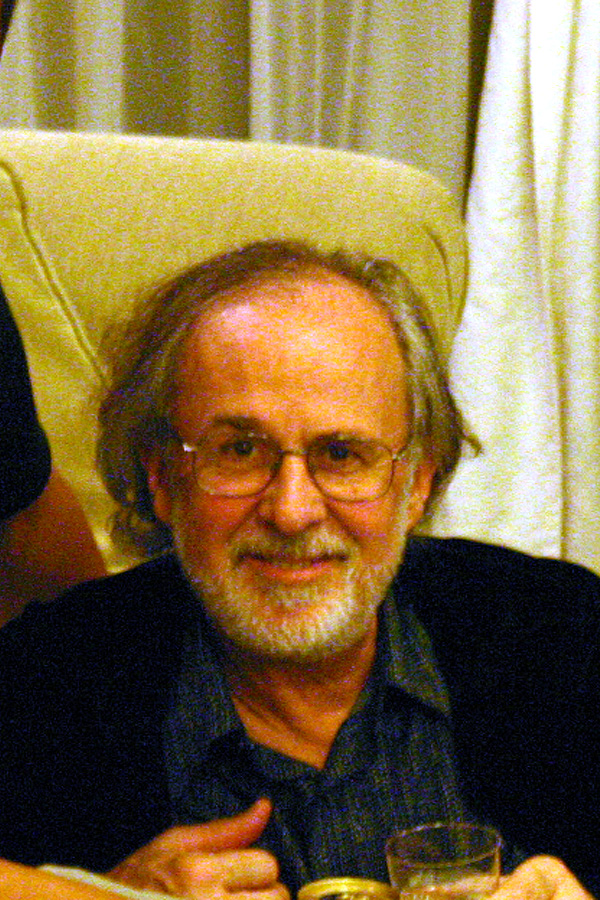
ボブ・ジェームス（2004年）

ボブ・ジェームス（Bob James、1939年12月25日 - ）は、アメリカ合衆国ミズーリ州生まれのピアニスト、音楽プロデューサー、作曲家、編曲家である。ジャズ・フュージョンおよびアダルト・コンテンポラリー界を代表するアーティストの一人。ドラマの音楽や劇伴、クラシックまで幅広く手掛ける。
1980年発表のアール・クルーとの合作『ワン・オン・ワン』、1986年発表のデイヴィッド・サンボーンとの合作『ダブル・ヴィジョン』でグラミー賞を受賞した。他のアルバムでも十数回ノミネートされている。
日本ではミニ番組『世界あの店この店』のテーマ曲として「Take Me To The Mardi Gras.」が知られる（アルバム『TWO』に収録）。

## 来歴
1939年12月25日、ミズーリ州マーシャルに生まれる。4歳からピアノを弾き始めている。ミシガン大学で学士と修士号を取り、バークリー音楽大学に転入している。1962年、トリオで出演したノートルダム・ジャズ・フェスティバル（インター・カレッジ・ジャズ祭）で優勝し、クインシー・ジョーンズに見出される。同年にThe Bob James Trio名義で彼のリーダー作のファースト・アルバムとなる『Bold Conceptions』をリリース。このアルバムはモダン・ジャズの仕上がりとなっている。1964年にはフリージャズのレーベルであるESPレーベルからExplosionsをリリース。この作品は現代音楽的要素を伴うアヴァンギャルド音楽として今日でも評価が高い。その後ロバータ・フラックのツアーバンドに参加。フィル・ラモーン制作のフィービ・スノウのデビューアルバムの録音に参加。
ジョーンズは自身の再起アルバム『ウォーキング・イン・スペース（Walking In Space）』にジェームスを起用。このセッションでジェームスはCTIレコードの創始者、クリード・テイラーの知己を得る。1969年頃からミルト・ジャクソン、ポール・デスモンド、ジョージ・ベンソンなどの録音にプレイヤーとして参加。
1974年、セルフ・プロデュースによる初ソロ作『One』をリリース。グローヴァー・ワシントンJr.の『Inner City Blues』を皮切りに、ガボール・ザボ、ハンク・クロフォード、エリック・ゲイルらのアルバムでアレンジを担当。ドン・セベスキーに次ぐハウスアレンジャーとなる。この頃の彼の音楽性にはクラシック的な要素が強かったが、ピアノのタッチにはブラックなフィーリングもあり、白人ピアニストでは稀有な存在であった。作曲やオーケストレーションも務め、クロスオーバーシーンの一翼を東海岸で担う。
1973年、CTIに籍を置いたまま大手のCBSレコーズとプロデューサー契約、タッパンジー（Tappan Zee）オフィスを発足。この名称はニューヨーク州のウェストチェスター郡とロックランド郡を繋ぐ、ハドソン川に架かる橋に由来する。当初はもっぱらジェームスのプライベート事務所であった。アーティストとしてはCTI所属のまま、CBSではスティーヴ・カーン、ケニー・ロギンスらのプロデュース活動を開始。中でもロギンスの『未来への誓い』や『ナイトウォッチ』、ゲイルの『Jinseng Woman』、メイナード・ファーガソンの『Conquistador』はジェームスの代表的なプロデュース作品。またダニー・デヴィート主演のコメディ番組『TAXI』の劇伴音楽を務め、米国では有名である。
1977年にタッパンジーは分社化され、CBS傘下のタッパンジー・レコード（Tappan Zee Records）となる。併せて当人もアーティストとして移籍する。1978年、CTIが全カタログをCBSに譲渡する事になり、これを機にジェームスは自身のリーダー作の原盤を買い取る。これ以後、『One』、『Two』、『Three』、『BJ4』はタッパンジーの所有となる。このレーベルにおいては自身のソロ作『Heads』や、リチャード・ティー、ウィルバート・ロングマイヤー、カーク・ウェイラムらのプロデューサーとしても活躍し、フュージョンおよびアダルト・コンテンポラリー全盛期の先端を走る。しかし1981年に、事務所の社員による使い込みが発覚。タッパンジーはオフィスを閉鎖する。この時期、暫くスタジオミュージシャンの仕事をこなし、パティ・オースティンや日野皓正のアルバムに客演。1985年にワーナー・ブラザース・レコードに移籍。ワーナーブラザースのジャズ部門の取締役に就任する。同時期のポップ部門の取締役はプリンス、社長はレニー・ワロンカーであった。ちなみに、このCBS期の作品はワーナーから再発され、国内盤は2002年夏にビクターエンタテインメント（JVC）から20作品が再発されている。
1990年、アルバム『Grand Piano Canyon』にて、リー・リトナー、ネイザン・イースト、ハーヴィー・メイソンとセッションを行い意気投合、翌年にフォープレイを結成し、アルバムを発表した。この頃、ジェームスのピアノスタイルは大きく変わる。それまでの力強いタッチから、繊細な演奏表現に変化している。1997年にフォープレイからリーが脱退し、ラリー・カールトンが加入。
ジェームスは、1994年頃にワーナーブラザースの取締役を退く。ジャズ部門の統括は副社長であったトミー・リピューマが引き継いだ。1997年頃、娘ヒラリー・ジェームスの歌手デビューが企画される。フィル・ラモーンのプロデュースによりレコーディングもされたが、発売元のN2K Encordedが業務を停止したので、この作品は未発表に終わった。ジェームス自身はソロアーティストとして2003年より、Koch Recordsに移籍。
フォープレイとしては、2001年にアリスタ・レコードに移籍し、2008年からはヘッズ・アップ・インターナショナルに移籍した。
2010年、フォープレイのギタリストがラリー・カールトンからチャック・ローブ（2017年7月31日逝去）に交替。

## ディスコグラフィ

### リーダー・アルバム
- 『ボールド・コンセプション』 - Bold Conceptions (1963年、Mercury)
- 『エクスプロージョンズ』 - Explosions (1965年、ESP Disk) ※ボブ・ジェームス・トリオ名義
- 『はげ山の一夜』 - One (1974年、CTI)
- 『夢のマルディ・グラ』 - Two (1975年、CTI) ※旧邦題『トゥー』
- 『スリー』 - Three (1976年、CTI)
- 『フォー』 - BJ4 (1977年、CTI) ※旧邦題『BJフォー』
- 『ヘッズ』 - Heads (1977年、Tappan Zee/Columbia)
- 『タッチダウン』 - Touchdown (1978年、Tappan Zee/Columbia)
- 『ワン・オン・ワン』 - One on One (1979年、Tappan Zee) ※with アール・クルー
- 『ラッキー・セヴン』 - Lucky Seven (1979年、Tappan Zee/Columbia)
- 『H』 - H (1980年、Tappan Zee)
- 『ニューヨーク・ライヴ』 - All Around the Town (1981年、Tappan Zee/Columbia)
- 『サイン・オブ・ザ・タイムス』 - Sign of the Times (1981年、Tappan Zee/Columbia)
- 『ハンズ・ダウン』 - Hands Down (1982年、Tappan Zee)
- 『トゥ・オブ・ア・カインド』 - Two of a Kind (1982年、Capitol) ※with アール・クルー
- 『フォクシー』 - Foxie (1983年、Tappan Zee)
- 『ザ・ジーニー:テーマス&ヴァリエーションズ・フロム“タクシー”』 - The Genie (1983年、Tappan Zee/Columbia) ※旧邦題『N.Y.メロウ』
- 『白鳥』 - The Swan (1984年、Tappan Zee/Columbia)
- 『ラモー』 - Rameau (1984年、CBS)
- 『トゥウエルヴ』 - 12 (1984年、Tappan Zee/Columbia)
- 『ダブル・ヴィジョン』 - Double Vision (1986年、Warner Bros.) ※with デイヴィッド・サンボーン
- 『オブセッション』 - Obsession (1986年、Warner Bros.)
- 『ザ・スカルラッティ・ダイアローグ』 - The Scarlatti Dialogues (1988年、CBS)
- 『アイヴォリー・コースト』 - Ivory Coast (1988年、Tappan Zee/Warner Bros.)
- 『バッハ:2台のハープシコードと』 - Concertos for Two & Three Keyboards (1989年、CBS) ※with ギュヘル・ペキネル
- 『グランド・ピアノ・キャニオン』 - Grand Piano Canyon (1990年、Warner Bros.)
- 『クール』 - Cool (1992年、Warner Bros.) ※with アール・クルー
- 『レストレス』 - Restless (1994年、Warner Bros.)
- 『フレッシュ&ブラッド』 - Flesh and Blood (1995年、Warner Bros.) ※with ヒラリー・ジェームス
- 『ストレート・アップ』 - Straight Up (1996年、Warner Bros.)
- 『ジョインド・アット・ザ・ヒップ』 - Joined at the Hip (1996年、Warner Bros.) ※with カーク・ウェイラム
- 『プレイン・フッキー』 - Playin' Hooky (1997年、Warner Bros.)
- 『ジョイ・ライド』 - Joy Ride (1999年、Warner Bros.)
- 『ダンシング・オン・ザ・ウォーター』 - Dancing On the Water (2001年、Warner Bros.)
- 『モーニング、ヌーン&ナイト』 - Morning, Noon & Night (2002年、Warner Bros.)
- 『テイク・イット・フロム・ザ・トップ』 - Take It from the Top (2004年、Koch)
- 『アーバン・フラミンゴ』 - Urban Flamingo (2006年、Koch)
- 『エンジェルズ・オブ・シャンハイ』 - Angels of Shanghai (2007年、Tappan Zee)
- Christmas Eyes (2008年、Koch) ※with ヒラリー・ジェームス
- 『ジャスト・フレンズ〜アコースティック・デュオ〜』 - Just Friends (2011年、BJHP Music) ※with ハワード・ポール
- Altair & Vega (2012年、eOne) ※with 松居慶子
- 『クァルテット・ヒューマン』 - Quartette Humaine (2013年、Okeh) ※with デイヴィッド・サンボーン
- 『アローン カレイドスコープ・バイ・ソロピアノ』 - Alone (2013年、Red River)
- 『ザ・ニュー・クール』 - The New Cool (2015年、Yamaha) ※with ネイザン・イースト
- Live at Milliken Auditorium (2014年、Tappan Zee)
- Espresso (2018年、Evosound)[2]
- 『ワンス・アポン・ア・タイム:ザ・ロスト・1965・ニューヨーク・スタジオ・セッションズ』 - Once Upon a Time (2020年、Resonance)
- one

フォープレイ
- 『フォープレイ』 - Fourplay (1991年、Warner Bros.)
- 『ビトゥイーン・ザ・シーツ』 - Between the Sheets (1993年、Warner Bros.)
- 『エリクシール』 - Elixir (1995年、Warner Bros.)
- 『④』 - 4 (1998年、Warner Bros.)
- 『スノーバウンド』 - Snowbound (1999年、Warner Bros.)
- 『イエス、プリーズ!』 - Yes, Please! (2000年)
- 『ハートフェルト』 - Heartfelt (2002年、Bluebird/Arista)
- 『ジャーニー』 - Journey (2004年、Bluebird/Arista)
- 『X』 - X (2006年、Bluebird/Arista)
- 『エナジー』 - Energy (2008年、Heads Up)
- 『レッツ・タッチ・ザ・スカイ』 - Let's Touch the Sky (2010年、Heads Up)
- 『エスプリ・ドゥ・フォー』 - Esprit De Four (2012年、Heads Up)
- 『シルヴァー』 - Silver (2015年、Heads Up)

### 参加アルバム
チェット・ベイカー
- 『ベイビー・ブリーズ』 - Baby Breeze (1965年、Limelight)
- 『ウィー・ハド・ア・ボール』 - I/We Had a Ball (1965年、Limelight) ※オムニバス
- 『枯葉』 - She Was Too Good to Me (1974年、CTI)
- 『カーネギー・ホール・コンサート』 - Carnegie Hall Concert (1974年、CTI)

ジョージ・ベンソン
- 『アビイ・ロード』 - The Other Side of Abbey Road (1970年、A&M)
- 『コーリング・ユー』 - Love Remembers (1993年、Warner Bros.)

エリック・ゲイル
- 『フォアキャスト』 - Forecast (1973年、Kudu)
- 『ジンセン・ウーマン』 - Ginseng Woman (1977年、Columbia)
- 『マルティプリケイション』 - Multiplication (1977年、Columbia)
- 『アイランド・ブリーズ』 - Island Breeze (1983年、Elektra Musician)

クインシー・ジョーンズ
- 『ウォーキング・イン・スペース』 - Walking in Space (1969年、A&M)
- 『グラ・マタリ』 - Gula Matari (1970年、A&M)
- 『スマックウォーター・ジャック』 - Smackwater Jack (1971年、A&M)
- 『バッド・ガール』 - You've Got It Bad Girl (1973年、A&M)
- 『ボディ・ヒート』 - Body Heat (1974年、A&M)
- 『アイ・ハード・ザット!!』 - I Heard That!! (1976年、A&M)

ヒューバート・ロウズ
- 『クライング・ソング』 - Crying Song (1969年、CTI)
- 『アフロ・クラシック』 - Afro-Classic (1970年、CTI)
- 『春の祭典』 - The Rite of Spring (1971年、CTI)
- 『モーニング・スター』 - Morning Star (1972年、CTI)
- 『カーネギー・ホール』 - Carnegie Hall (1973年、CTI)
- 『イン・ザ・ビギニング』 - In the Beginning (1974年、CTI)
- Then There Was Light (1974年、CTI)
- 『シカゴ・テーマ』 - The Chicago Theme (1975年、CTI)
- 『ロミオとジュリエット』 - Romeo & Juliet (1976年、Columbia)
- 『シェエラザード』 - The San Francisco Concert (1977年、CTI)

ハーヴィー・メイソン
- 『ファンク・イン・ア・メイソン・ジャー』 - Funk in a Mason Jar (1977年、Arista)
- 『グルーヴィン・ユー』 - Groovin' You (1979年、Arista)
- 『ストーン・メイソン』 - Stone Mason (1982年、Alfa)
- 『ラタマキュー』 - Ratamacue (1996年、Atlantic)
- 『カメレオン』 - Chameleon (2014年、Columbia)

リー・リトナー
- 『フェスティヴァル』 - Festival (1988年、GRP)
- 『ウェス・バウンド』 - Wes Bound (1993年、GRP)
- This Is Love (1998年、i.e. Music)

ガボール・ザボ
- 『ミズラブ』 - Mizrab (1973年、CTI)
- 『放浪者』 - Rambler (1974年、CTI)
- 『ハンガリアン・ラプソディー』 - Macho (1975年、Salvation)

スタンリー・タレンタイン
- 『チェリー』 - Cherry (1972年、CTI)
- 『ミスターT』 - Don't Mess with Mister T. (1973年、CTI)
- 『ザ・シュガー・マン』 - The Sugar Man (1979年、CTI)

グローヴァー・ワシントン・ジュニア
- 『インナー・シティ・ブルース』 - Inner City Blues (1971年、Kudu)
- 『ボディー・アンド・ソウル』 - All the King's Horses (1972年、Kudu)
- 『ソウル・ボックス』 - Soul Box (1973年、Kudu)
- 『フィール・ソー・グッド』 - Feels So Good (1975年、Kudu)
- 『ミスター・マジック』 - Mister Magic (1975年、Kudu)

カーク・ウェイラム
- Floppy Disk (1985年、Tappan Zee/Columbia)
- And You Know That! (1988年、Columbia)
- 『プロミス』 - The Promise (1989年、CBS)
- 『フラジャイル』 - Cache (1993年、Columbia)

ジョン・ゾーン
- 『復讐のガンマン〜エンニオ・モリコーネ作品集』 - The Big Gundown (1986年、Elektra Nonesuch)
- 『コブラ』 - Cobra (1987年、Hat Hut)
- 『スピレーン』 - Spillane (1987年、Elektra Nonesuch)

## フィルモグラフィ
- Live at Montreux (2005年)
- Bob James: An Evening of Fourplay Vol 1 & 2 (2005年)
- Bob James Live (2006年)[3]

## CM
- サントリーリザーブ (1984年) - MALCO POLO (Foxie収録)

## TV出演
- 『TOMORROW beyond 3.11 スペシャル』 (NHK BS1) 2012年3月11日
- 『ドリームライブが福島にやってきた』 (NHK総合) 2016年3月22日